# Осока слабка
Осока зів'яла, Осока слабка (Carex flacca) — вид багаторічних кореневищних трав'янистих рослин родини осокові (Cyperaceae).

## Опис
Стебла слабо запушені, туповато трикутні, до 60 см завдовжки, шорсткі дистально. Листки зверху зелені, знизу сизі, 35 см×2–5 мм, зігнуті. Суцвіття має довжину від близько 5 до 15 см. В основному суцвіття має 1–3 чоловічих і 2–3 жіночих колосків. Жіночі колоски довжиною близько 2–4 см і 4–6 мм завширшки. Луски червоно-коричневі з зеленими жилками. Плоди коричневі, 2–2 ½ мм, округлої форми, з дуже коротким носиком, 0,3 мм. 2n = 76.

## Поширення
Вид родом з Європи (у тому числі України), Північної Африки, Кавказу, Пакистану й Західної Азії; він також був натуралізований у Північній Америці, Аргентині, на Фолклендських островах та в Новій Зеландії.
Також культивується як декоративна ґрунтопокривна рослина в садах і громадських ландшафтах. Також використовується для засухостійкого озеленення та боротьби з ерозією в посадках. Населяє широкий діапазон середовищ: занедбані каменоломні, вологий або сухий трав'яний покрив на крейді й вапняку, піщані дюни, канави, болота, вологі краї лісу.

## Галерея

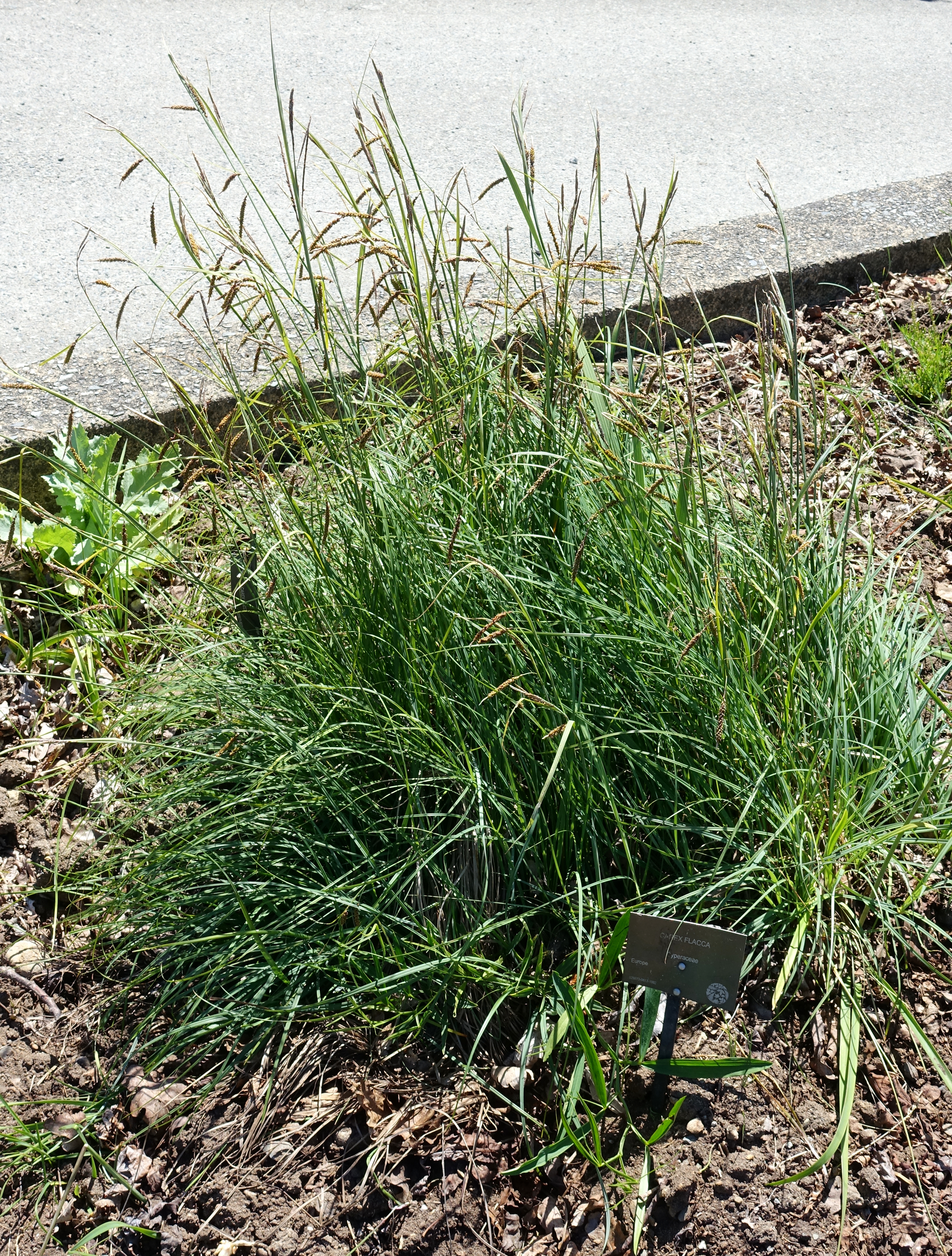
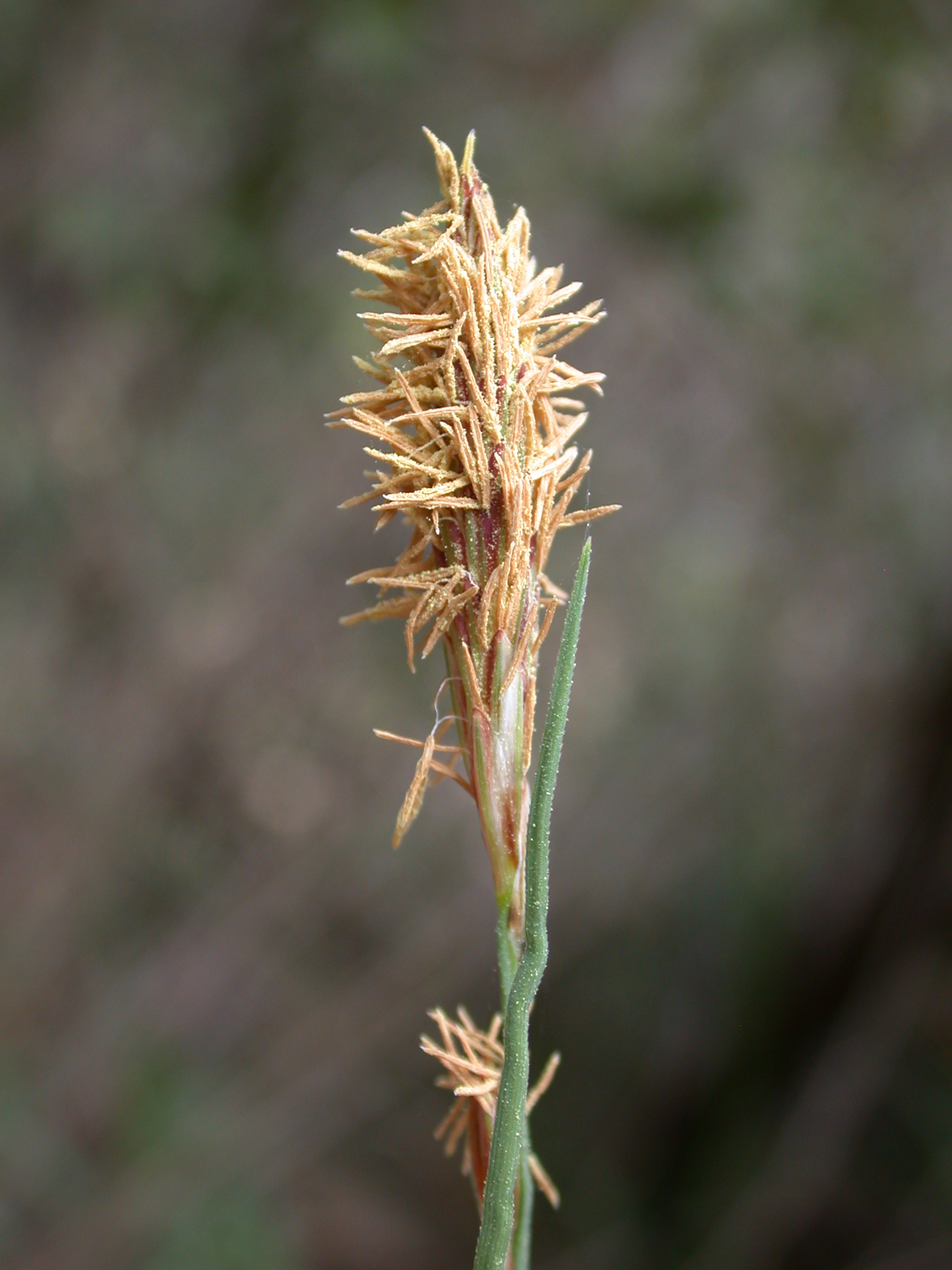
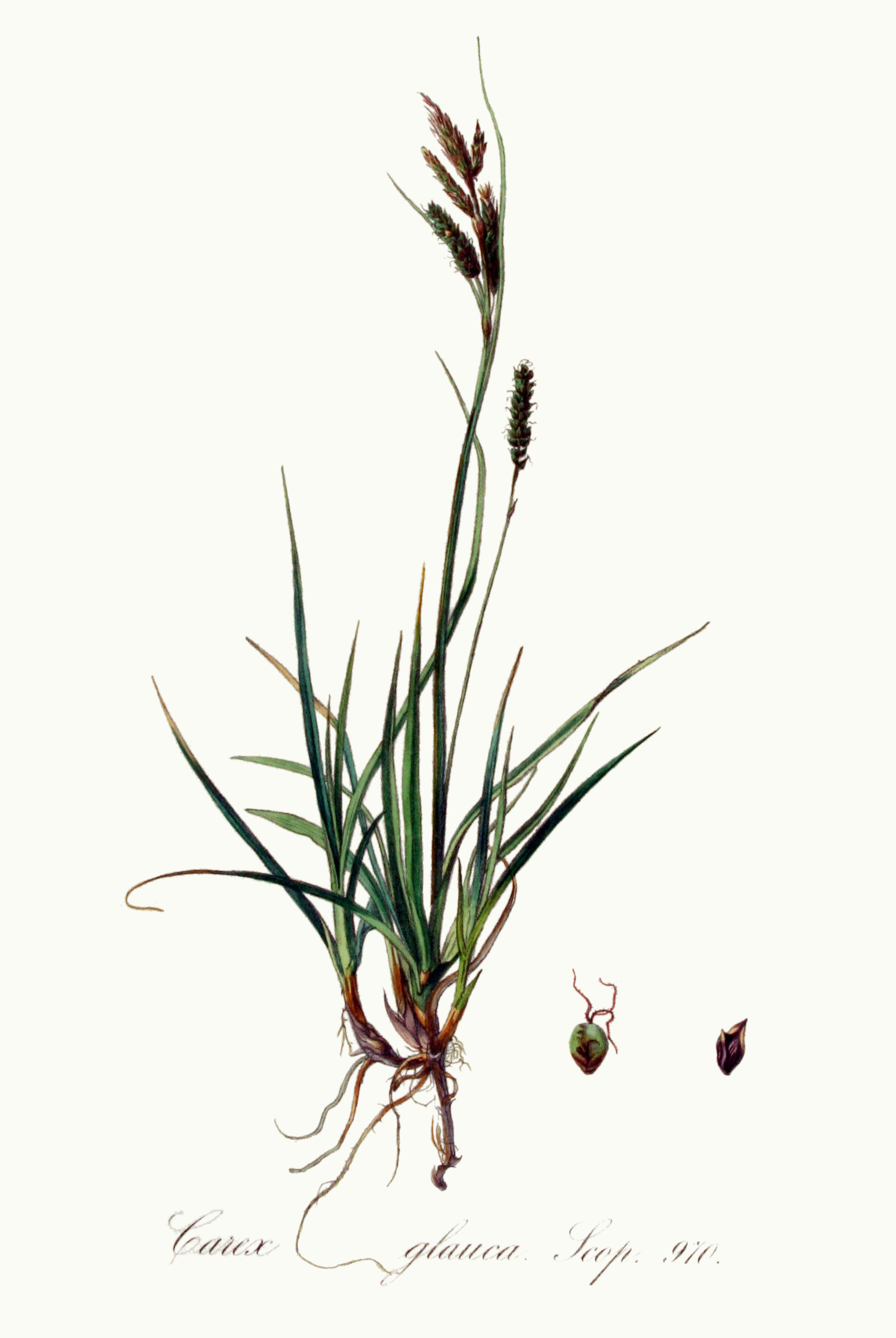